# Abbaye de Merevale
L’abbaye de Merevale est une ancienne abbaye cistercienne située dans la ville d'Atherstone, dans le North Warwickshire (Warwickshire), en Angleterre. Comme la plupart des abbayes britanniques, elle a été fermée par Henry VIII durant la campagne de dissolution des monastères.

## Histoire

### Fondation
L'abbaye est fondée en 1148 à la demande du comte Ferrers Robert, qui donne aux moines de l'abbaye de Bordesley le terrain pour bâtir leur première fondation. Cette donation est garantie par une charte d'Henry II, puis, en 1205, par le pape Innocent III.
En 1297, l'abbaye, tombée dans une phase de décadence spirituelle et économique, se voit imposer un tuteur en la personne de Peter de Leicester. Cette ingérence du chapitre général cistercien dans la vie de l'abbaye est due notamment à l'accusation portée en 1292 par John, fils de John de Overton contre l'abbé, quatre moines et cinq frères convers, d'avoir tué son père, ce dont il choisit de se faire justice lui-même en 1299 en pillant l'abbaye.

### Abbés de Bordesley
- William, mort en 1192
- Reginald, de 1192 à 1194
- Henry, (auparavant sous-prieur), élu en 1194
- [note 1]...
- William, attesté en 1285
- John, élu en 1294
- Robert, attesté en 1351
- [note 2]...
- John Baggeley, attesté en 1450
- John Freeman, attesté en 1463
- John, attesté en 1497
- John Baddesley, attesté en 1517 ou 1518
- William Arnold, attesté en 1525 et en 1538, à la dissolution[3]

### Dissolution du monastère
Le 13 octobre 1538, comme de nombreuses autres abbayes anglaises, à la suite de la rupture entre Henry VIII et l'Église catholique, l'abbaye de Merevale est fermée et détruite lors de la campagne de dissolution des monastères.